# Churchtown (County Cork)
Churchtown (irisch Baile an Teampaill, älter Brugh Thuinne) ist eine Ortschaft im Südwesten Irlands im County Cork in der Provinz Munster. Churchtown hatte bei der Volkszählung im Jahr 2022 684 Einwohner.

## Lage
Churchtown liegt etwa 50 Kilometer nordnordwestlich von Cork am Nordrand des County Cork. Nördlich der Ortschaft fließt der Awlbeg River. Südlich der Ortschaft führt die R522 nach Buttevant und nach Dromcolliher. 

## Geschichte
1702 wurde die erste Schule von Churchtown gebaut. Als die sog. Whiteboys 1822 die Polizeikaserne angriffen, brannte die gesamte Stadt nieder. Sie wurde jedoch bis 1849 wieder aufgebaut.

## Sehenswürdigkeiten
Die katholische Kirche St Nicholas wurde 1869 geweiht.

## Persönlichkeiten
- Seán Clárach Mac Domhnaill (1691–1754), irischer Dichter, schuf den Text des Liedes Mo Ghile Mear
- Michael Vincent O’Brien (1917–2009), Rennpferdetrainer